# Tây Hạ Hoàn Tông
Tây Hạ Hoàn Tông (chữ Hán: 西夏桓宗; 1177-1206), là vị hoàng đế thứ sáu của triều đại Tây Hạ, trị vì từ năm 1193 đến năm 1206. Ông là con của vua Tây Hạ Nhân Tông. 
Dưới thời trị vì của mình, ông cố gắng thực hiện các chính sách mà cha mình đã tiến hành. Tuy nhiên, từ đây tình trạng tham nhũng của quan lại cấp cao trong chính quyền Tây Hạ phát triển, đánh dấu sự suy sụp của Tây Hạ. Việc bành trướng của những người Mông Cổ do Thành Cát Tư Hãn lãnh đạo đã đặt ra mối đe dọa khi Mông Cổ bắt đầu gây hấn dọc biên giới. Năm 1205, Hoàn Tông đổi tên thủ đô Tây Hạ từ Hưng Khánh phủ thành Trung Hưng phủ (nay thuộc Ngân Xuyên). Cũng trong năm 1205, Mông Cổ có cuộc xâm lược đầu tiên, chiếm đoạt và đốt cháy nhiều làng mạc cùng các thành phố. Năm 1206, em họ của ông là Lý An Toàn đảo chính và lên nắm quyền. Hoàn Tông băng hà cùng năm.